# Station Kropswolde
Station Kropswolde is het station van het Groninger dorp Kropswolde aan de spoorlijn tussen Groningen en Bad Nieuweschans. Dit deel van Staatslijn B wordt geëxploiteerd door Arriva.
Het station is genoemd naar het ca. 1 km verderop gelegen Kropswolde, maar ligt feitelijk in het dorp Foxhol. Het werd tegelijk met de spoorlijn op 1 mei 1868 geopend. Het stationsgebouw, dat dateert uit 1915, is sinds 1989 tentoonstellingsruimte. In 2004 werd het aangewezen als rijksmonument.

## Verbindingen
| Serie            | Treinsoort         | Route                                                                                        | Bijzonderheden |
| ---------------- | ------------------ | -------------------------------------------------------------------------------------------- | --- |
| 20100 RS 6 RB 57 | Stoptrein (Arriva) | Groningen – Kropswolde – Zuidbroek – Bad Nieuweschans – Weener – ‒ Leer                      | Ook wel Wiederline genoemd. Vanwege brugschade geen treinverkeer mogelijk tussen Weener en Leer. Op dit traject rijdt lijnbus 620 van Weser-Ems Bus. Er rijden ook Arrivabussen tussen Groningen en Leer v.v. |
| 37500 RS 6       | Stoptrein (Arriva) | Groningen – Kropswolde – Zuidbroek – Winschoten – Bad Nieuweschans                           | Rijdt alleen op zondag. |
| 37600 RS 4       | Stoptrein (Arriva) | Eemshaven – Roodeschool – Groningen – Kropswolde – Zuidbroek – Winschoten – Bad Nieuweschans | Voor 6:30 uur en na 21:00 uur wordt niet gereden tussen Eemshaven en Roodeschool. Rijdt op zondag niet tussen Groningen en Bad Nieuweschans. Dit trajectdeel wordt dan gereden door treinserie 37500.         |
| 37800 RS 7       | Stoptrein (Arriva) | Delfzijl – Groningen – Kropswolde – Zuidbroek – Veendam                                      | Op zondag wordt één keer per uur gereden tussen Groningen en Veendam. Tussen Delfzijl en Groningen rijdt dan stoptrein 37700.                                                                                 |

## Afbeeldingen

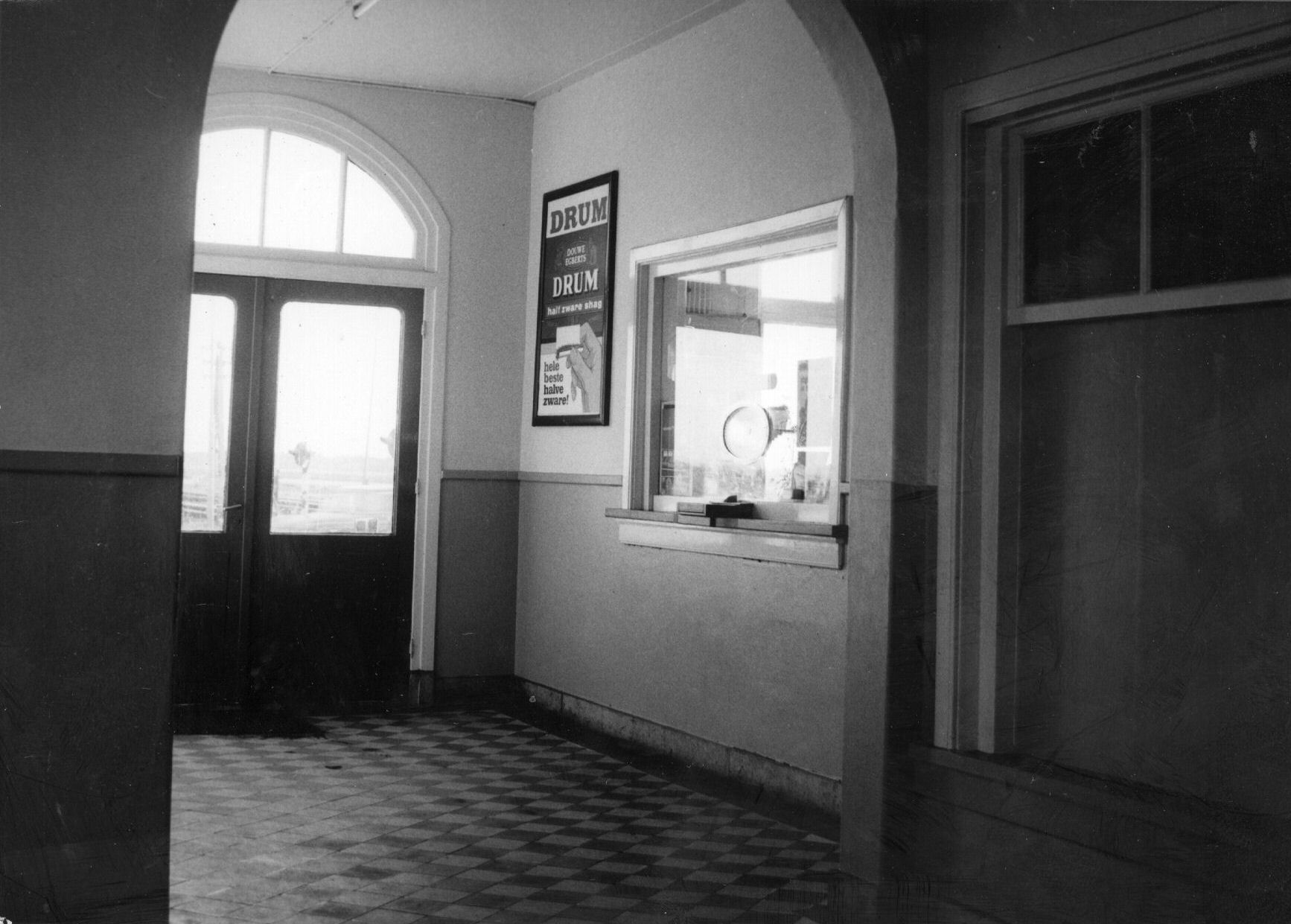
De hal van het station in 1970
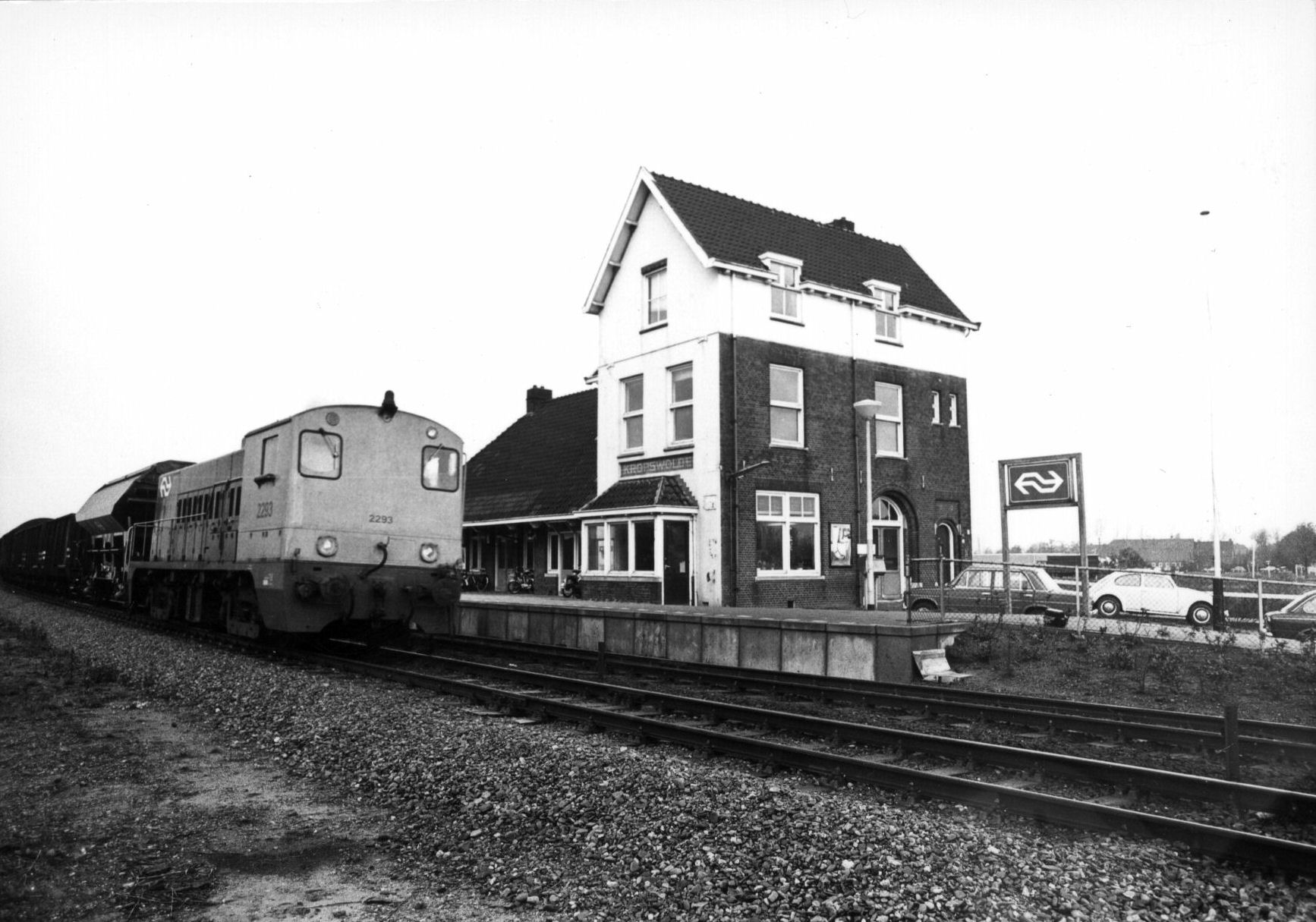
Het station in 1980
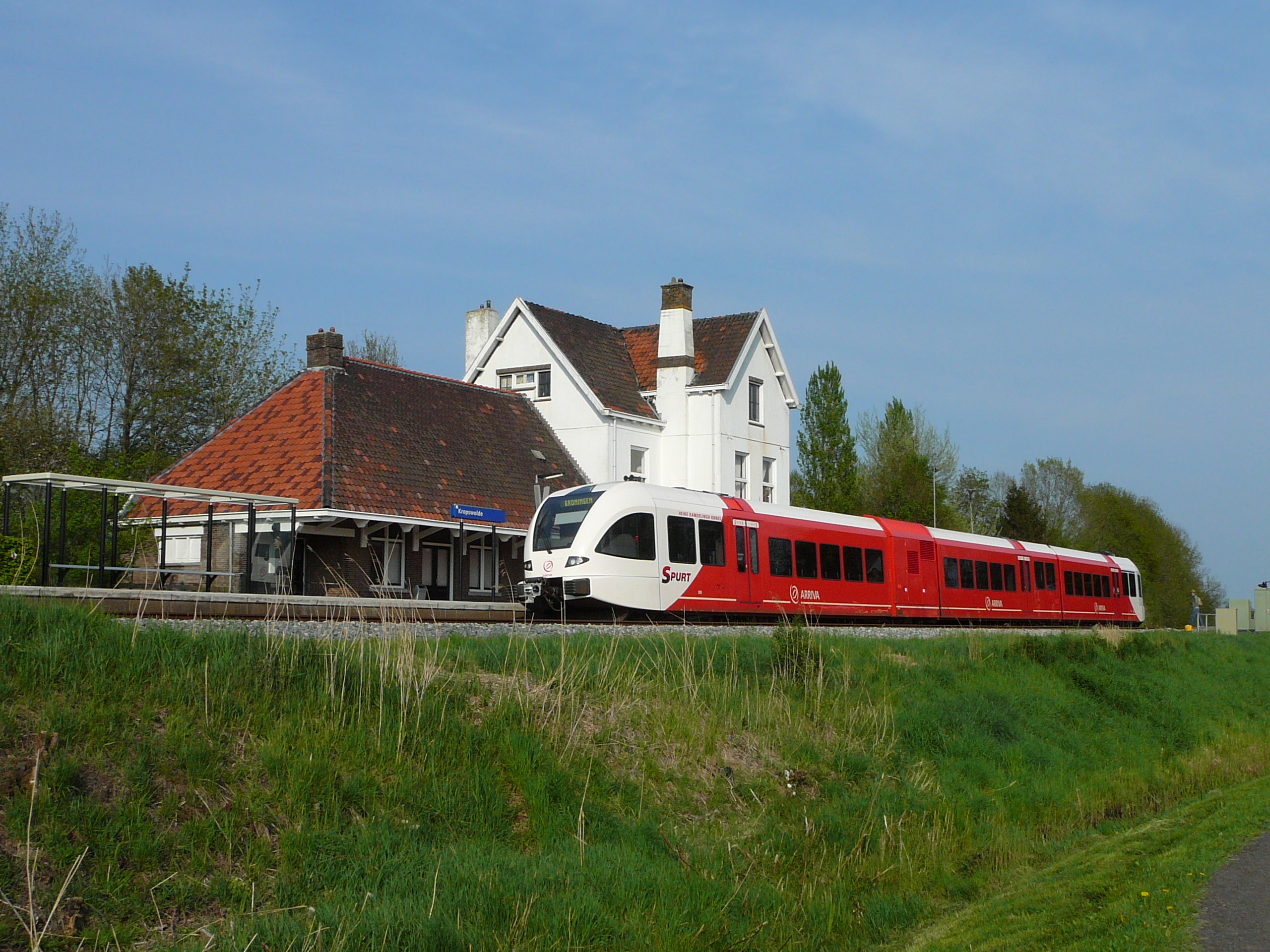
Rode Arriva GTW op het station
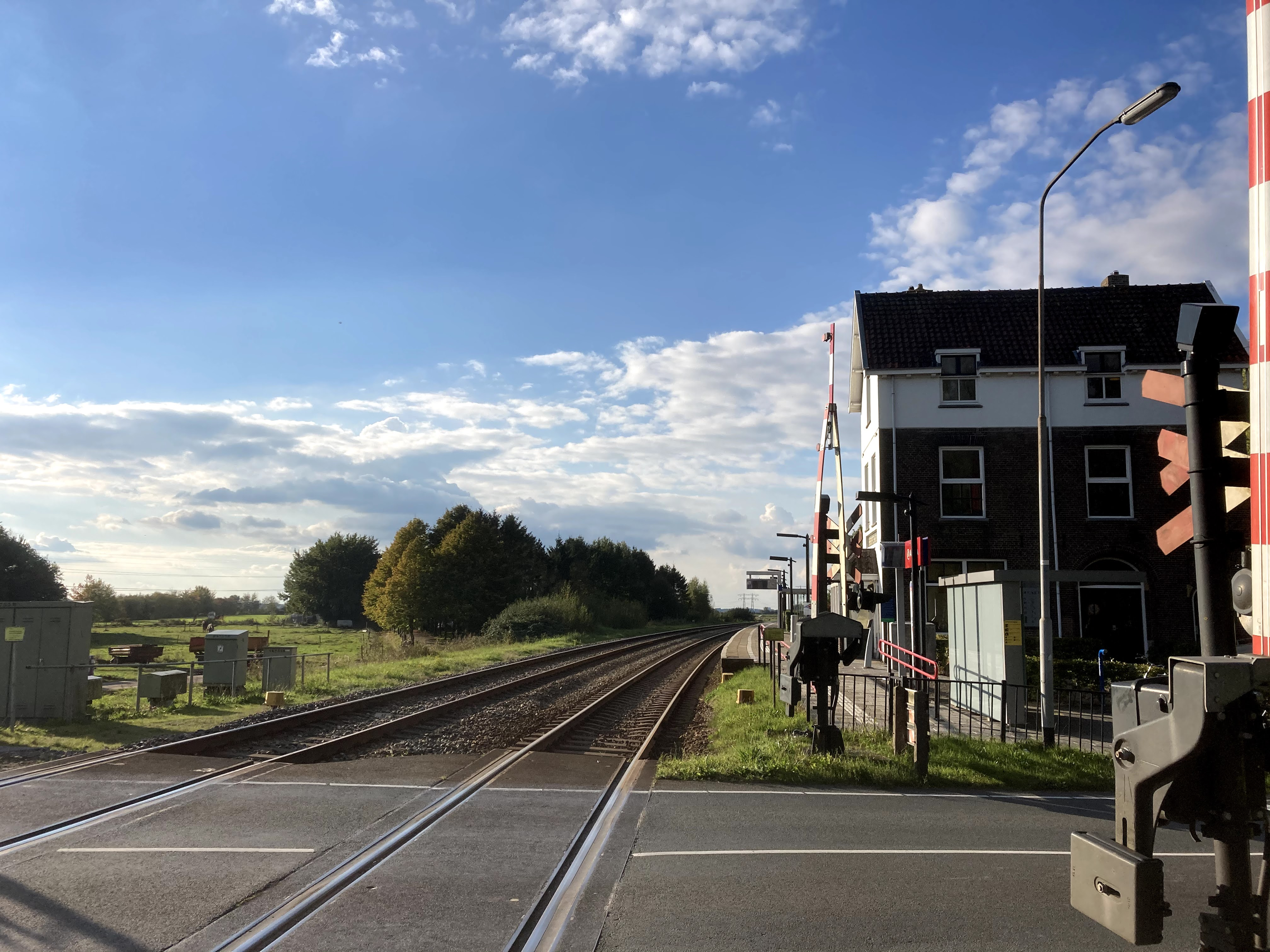
Het perron van het station in 2020
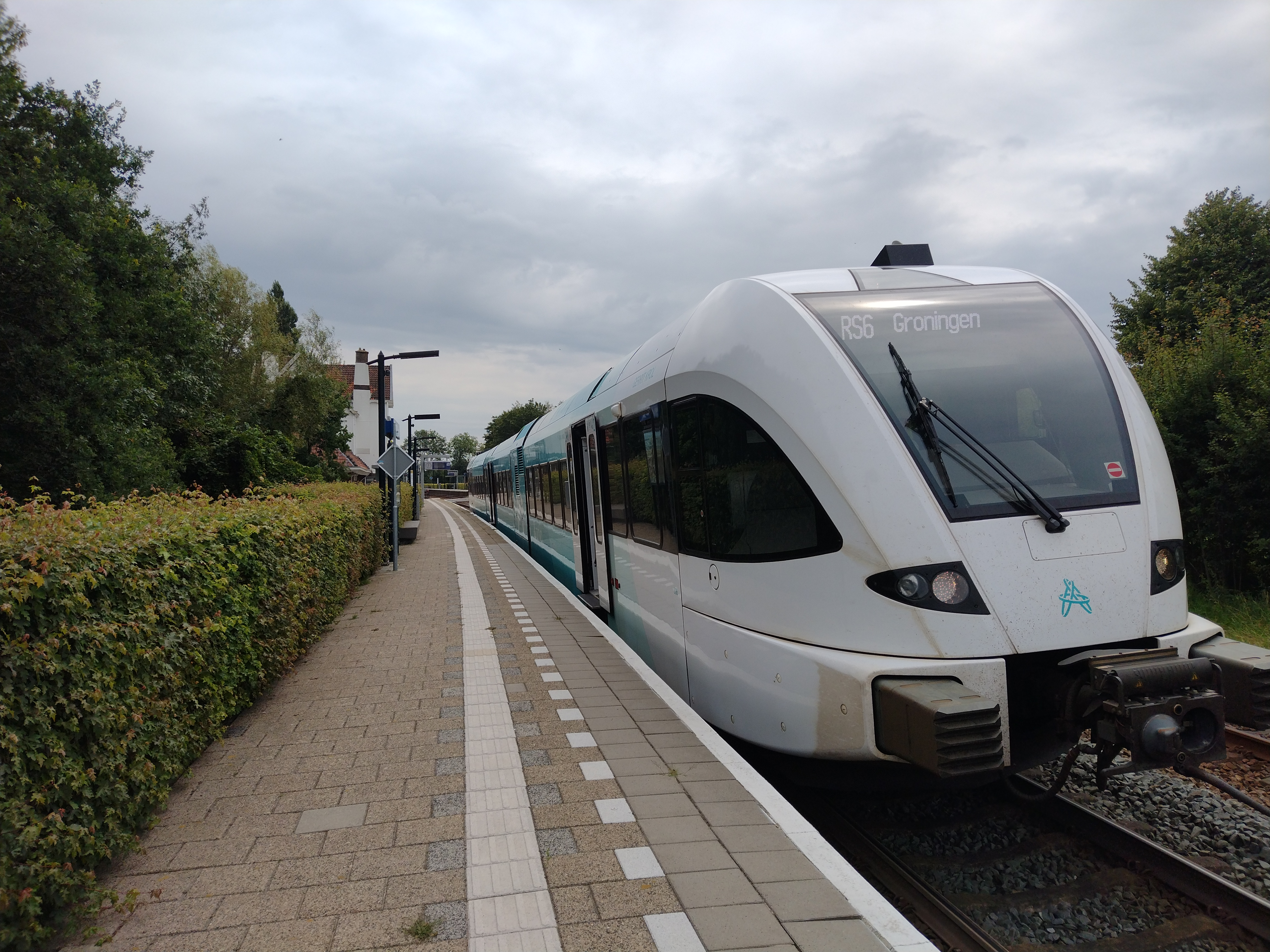
Blauwe Arriva GTW op het station

## Externe links

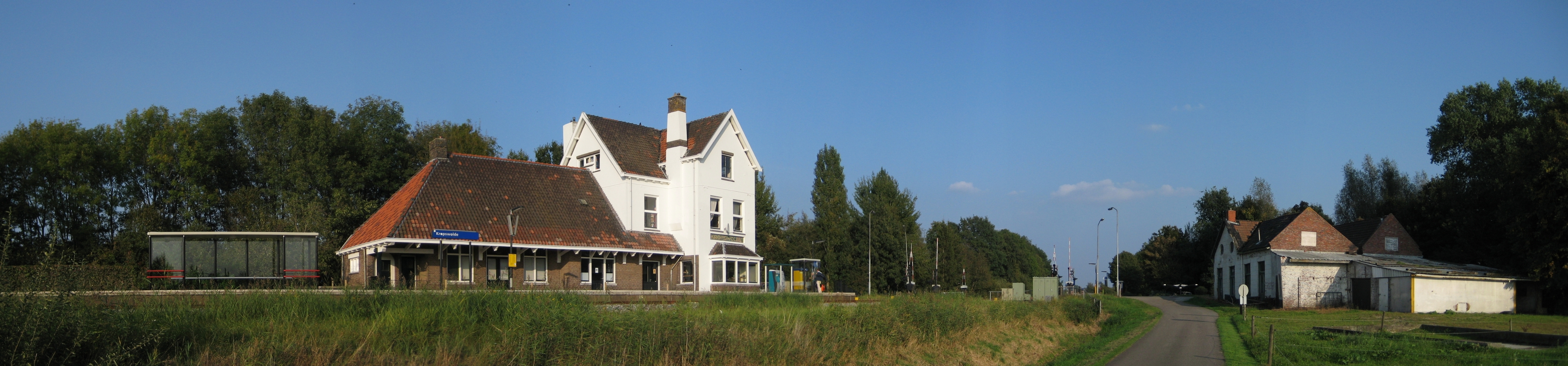
Station Kropswolde in 2009 met rechts het voormalige stationskoffiehuis dat tegenwoordig grotendeels is ingestort.